# Moldelectrica
Moldelectrica ÎS este o întreprindere de stat, creată prin Hotărirea Guvernului Republicii Moldova nr. 1000 din 2 octombrie 2000 „Cu privire la crearea unor întreprinderi de stat în sectorul electroenergetic” și ordinul Ministerului Industriei și Energeticii (dizolvat în 2008) nr. 92 din 19 octombrie 2000 prin separarea activelor funcționale ale ÎS „Moldtranselectro”. 
Întreprinderea dispune de statut de persoană juridică și este înregistrată la Camera înregistrării de stat pe lîngă Ministerul Justiției al Republicii Moldova cu nr. 102105264 din 26 octombrie (2000), în bază căreia i s-a eliberat certificatul seria A nr. 155763. 
Drept organ de stat, care efectuează împuternicirile de proprietar al averii de stat și de fondator al întreprinderii, este Ministerul Economiei și Comerțului al Republicii Moldova. 

## Subdiviziuni
În componența întreprinderii sînt incluse în calitate de subdiviziuni structurale, fără drepturi de persoană juridică, următoarele filiale:   
- Rețele Electrice de Tensiune Înaltă „Nord-Vest” (director – Andrei Danilov)
- Rețele Electrice de Tensiune Înaltă „Nord” (director – Leonid Melnic)
- Rețele Electrice de Tensiune Înaltă „Centru” (director – Marc Rîmiș)
- Rețele Electrice de Tensiune Înaltă „Sud” (director – Andrei Kostenko)

## Gestiune
Conform situației din 1 ianuarie 2002 la balanța întreprinderii se afla:
- 188 stații electrice 35-400kV (stația electrică 400kV „Vulcănești” și 3 stații electrice a câte 330kV fiecare);
- 331 transformatoare de forța 35-400kV;
- 55 întrerupatoare cu aer comprimat 110-400kV;
- 2729 întrerupatoare cu ulei 10-110kV;
- 4411,56 km de linii aeriene de transport a energiei electrice a câte 35-400kV.

## Conducere
- Director general este Ghennadi Dimov
- Vicedirector general este Veaceslav Zastavnețki

## Legături externe
- Pagina web a ÎS || Informații generale Arhivat în 24 august 2014, la Wayback Machine.
- Întreprinderea de Stat „Moldelectrica” Arhivat în 4 martie 2016, la Wayback Machine. (mii.gov.md)
- Moldelectrica Î.S. Arhivat în 10 iunie 2017, la Wayback Machine. (yellowpages.md)